# Dylan Baker
Dylan Baker (7 de octubre de 1959) es un actor estadounidense, conocido por interpretar personajes secundarios en películas comerciales e independientes así como en series de televisión.

## Primeros años
Baker nació en Syracuse, Nueva York, antes de que su familia se mudara a Lynchburg, Virginia, donde nacieron sus tres hermanos mayores. Comenzó su carrera de adolescente en producciones teatrales locales. Asistió a la escuela católica Holy Cross Regional, más tarde asistió a la Darlington School y finalmente se graduó en la escuela preparatoria Georgetown, en 1976. Asistió a The College of William and Mary de Virginia y luego se graduó en la Universidad Southern Methodist, en 1980. Más tarde recibió un título en bellas artes de la escuela de actuación de Yale, donde estudió junto a Chris Noth y Patricia Clarkson.

## Carrera
Baker trabajó en teatros de Broadway en obras como Eastern Standard, La Bête, Mauritius y God of Carnage. En 1986 ganó un premio Obie por su actuación en la obra off-Broadway Not About Heroes. Al año siguiente debutó en el cine, en la comedia Planes, Trains and Automobiles (1987).
Su primer papel habitual en televisión fue en la serie Murder One, de Steven Bochco. Desde entonces, ha trabajado en series como Law & Order: Criminal Intent y la sitcom The Pitts.
En 1998 recibió atención por parte de la crítica por su interpretación de un atormentado pedófilo en Happiness, de Todd Solondz. Otro de los papeles que lo dieron a conocer para el gran público fue el del Dr. Curt Connors en Spider-Man 2 y Spider-Man 3. En Spider-Man 4 , su personaje era perfecto para transformarse en el Lagarto; sin embargo, no pudo ser, porque la película fue cancelada. 
En 2010, Baker interpretó a Hollis B. Chenery en Secretariat. También apareció como estrella invitada en el episodio 7 de la séptima temporada de la serie House. En 2010 interpretó a Colin Sweeney, un personaje secundario de la serie The Good Wife y en 2020 participó en la serie Hunters

## Vida privada
En 1990 se casó con la actriz Becky Gelke, conocida profesionalmente como Becky Ann Baker. Tienen una hija, Willa, y viven en Nueva York.

## Filmografía

### Cine
| Año  | Título                                      | Papel                        | Notas |
| ---- | ------------------------------------------- | ---------------------------- | --- |
| 1987 | Planes, Trains & Automobiles                | Owen                         | |
| 1988 | The Wizard of Loneliness                    | Duffy Kahler                 | |
| 1990 | The Long Walk Home                          | Tunker Thompson              | |
| 1991 | Delirious                                   | Blake Hedison                | |
| 1992 | Passed Away                                 | Unsworth                     | |
| 1992 | The Last of the Mohicans                    | Capt. De Bougainville        | |
| 1992 | Love Potion No. 9                           | Prince Geoffrey              | |
| 1993 | Love, Honor & Obey: The Last Mafia Marriage |                              | |
| 1993 | Life with Mikey                             | Mr. Burns                    | |
| 1994 | Disclosure                                  | Philip Blackburn             | |
| 1995 | The Stars Fell on Henrietta                 | Alex Wilde                   | |
| 1996 | True Blue                                   | Michael Suárez, S.J.         | |
| 1998 | Happiness                                   | Bill Maplewood               | Gotham Independent Film Award for Breakthrough Actor National Board of Review Award for Best Cast Nominado—Independent Spirit Award for Best Male Lead Nominado—New York Film Critics Circle Award for Best Supporting Actor |
| 1998 | Celebrity                                   | Priest at Catholic Retreat   | |
| 1999 | Simply Irresistible                         | Jonathan Bendel              | |
| 1999 | Random Hearts                               | Richard Judd                 | |
| 1999 | Oxygen                                      | FBI Agent Jackson Lantham    | |
| 2000 | Committed                                   | Carl's Editor                | |
| 2000 | Requiem for a Dream                         | Southern Doctor              | |
| 2000 | The Cell                                    | Henry West                   | |
| 2000 | Thirteen Days                               | Robert McNamara              | |
| 2001 | The Tailor of Panama                        | General Dusenbaker           | |
| 2001 | Along Came a Spider                         | Ollie McArthur               | |
| 2002 | Road to Perdition                           | Alexander Rance              | |
| 2002 | A Gentleman's Game                          | Mr. Price                    | |
| 2002 | Changing Lanes                              | Finch                        | |
| 2002 | The Laramie Project                         | Rulon Stacey                 | |
| 2003 | Head of State                               | Martin Geller                | |
| 2003 | How to Deal                                 | Steve Beckwith               | |
| 2003 | Rick                                        | Buck                         | |
| 2004 | Spider-Man 2                                | Dr. Curt Connors             | |
| 2004 | Kinsey                                      | Alan Gregg                   | |
| 2005 | Hide and Seek                               | Sheriff Hafferty             | |
| 2006 | The Matador                                 | Lovell                       | |
| 2006 | Stealing Martin Lane                        | Parker Banks                 | |
| 2006 | Fido                                        | Bill Robinson                | |
| 2006 | Let's Go to Prison                          | Warden                       | |
| 2007 | When a Man Falls                            | Bill                         | |
| 2007 | Spider-Man 3                                | Dr. Curt Connors             | |
| 2007 | The Hunting Party                           | CIA Operative                | |
| 2007 | Across the Universe                         | Mr. Carrigan – Lucy's Father | |
| 2007 | The Stone Angel                             | Marvin Shipley               | |
| 2007 | Trick 'r Treat                              | Principal Steven Wilkins     | Fangoria Chainsaw Award for Best Supporting Actor |
| 2008 | Diminished Capacity                         | Mad Dog McClure              | |
| 2008 | Revolutionary Road                          | Jack Ordway                  | Palm Springs International Film Festival Award for Best Cast |
| 2009 | Under New Management                        | Legal Aid Lawyer             | |
| 2010 | Secretariat                                 | Hollis Chenery               | |
| 2011 | About Sunny                                 | Max                          | |
| 2012 | 2 Days in New York                          | Ron                          | |
| 2013 | 23 Blast                                    | Larry Freeman                | Director |
| 2013 | Anchorman 2: The Legend Continues           | Freddy Shapp                 | |
| 2014 | Turk & Caicos                               | Gary Bethwaite               | |
| 2014 | The Humbling                                | Dr. Farr                     | |
| 2014 | Selma                                       | J. Edgar Hoover              | Nominado—Critics' Choice Movie Award for Best Acting Ensemble Nominado—San Diego Film Critics Society Award for Best Cast Nominado—Washington D.C. Area Film Critics Association Award for Best Ensemble                     |
| 2015 | Actor Seeks Role                            | Dr. Freidman                 | Película corto |
| 2015 | America Is Still the Place                  | Mr. Bennett                  | |
| 2015 | Applesauce                                  | Stevie Bricks                | |
| 2015 | Nightfire                                   | Olivetti                     | Película corto |
| 2015 | The Benefactor                              | Bobby                        | |
| 2016 | Catfight                                    | Doctor Jones                 | |
| 2016 | Miss Sloane                                 | Jon O'Neill                  | |
| 2017 | The Misogynists                             | Cameron                      | |
| 2018 | Elizabeth Harvest                           | Logan                        | |
| 2019 | Extremely Wicked, Shockingly Evil and Vile  | David Yokum                  | |
| 2023 | Dream Scenario                              | Richard                      | |

### Televisión
| Año     | Título                         | Papel                               | Notas |
| ------- | ------------------------------ | ----------------------------------- | --- |
| 1986    | A Case of Deadly Force         | Kevin O'Donnell                     | Película de televisión                                                                                     |
| 1988    | The Murder of Mary Phagan      |                                     | 2 episodes                                                                                                 |
| 1988    | Miami Vice                     | Lt. Edward Jerell                   | Episode: "Honor Among Thieves?"                                                                            |
| 1988    | Spenser: For Hire              | Sam Reynolds                        | Episode: "Substantial Justice"                                                                             |
| 1988    | American Playhouse             |                                     | Episodio: "Journey Into Genius"                                                                            |
| 1990    | Judgement                      | Father Delambre                     | Película de televisión                                                                                     |
| 1991    | Law & Order                    | Sean Hyland                         | Episodio: "His Hour Upon the Stage"                                                                        |
| 1993    | Return to Lonesome Dove        | Nigel Winston, Cattleman's Alliance | 3 episodios                                                                                                |
| 1993    | Northern Exposure              | Jeffy O'Connell                     | Episodio: "Grosse Pointe, 48230"                                                                           |
| 1995–96 | Murder One                     | Det. Arthur Polson                  | 18 episodios                                                                                               |
| 1997    | Feds                           | Jack Gaffney                        | Episodio: "Smoking Gun"                                                                                    |
| 1998    | Law & Order                    | Aaron Downing                       | Episodio: "Flight"                                                                                         |
| 1998    | Oz                             | Schillinger's Defense Attorney      | Episode: "Great Men"                                                                                       |
| 2000    | Strangers with Candy           | Minister Arsenew                    | Episodio: "Is Freedom Free?"                                                                               |
| 2001    | Big Apple                      | Inspector Bob Cooper                | 2 episodios                                                                                                |
| 2001    | The Practice                   | Sen. Keith Ellison                  | 2 episodios                                                                                                |
| 2001    | CSI: Crime Scene Investigation | Father Powell                       | Episodio: "Alter Boys"                                                                                     |
| 2002    | Historias de la tele           | El coronel                          | Película de televisión                                                                                     |
| 2003    | The Pitts                      | Bob Pitt                            | 7 episodios                                                                                                |
| 2003    | The West Wing                  | Attorney General Alan Fisk          | Episodios: "Abu el Banat"                                                                                  |
| 2003    | The Elizabeth Smart Story      | Ed Smart                            | Película de televisión                                                                                     |
| 2004–06 | Law & Order                    | Sanford Rems                        | 3 episodios                                                                                                |
| 2004    | Third Watch                    | Councilman Daniels                  | Episodio: "Broken"                                                                                         |
| 2004    | Life as We Know It             | Roland Conner                       | 2 episodios                                                                                                |
| 2005    | Without a Trace                | Brian Stone                         | Episodio: "Manhunt"                                                                                        |
| 2006    | The Book of Daniel             | Roger Paxton                        | 6 episodios                                                                                                |
| 2007    | Drive                          | John Trimble                        | 6 episodios                                                                                                |
| 2009    | Kings                          | William Cross                       | 12 episodios                                                                                               |
| 2009    | Law & Order: Criminal Intent   | Henry Muller                        | Episodio: "Major Case"                                                                                     |
| 2009    | Monk                           | John Hannigan                       | Episodio: "Mr. Monk and the Critic"                                                                        |
| 2009    | Ugly Betty                     | Bennett Wallis                      | 3 episodios                                                                                                |
| 2010–15 | The Good Wife                  | Colin Sweeney                       | 8 episodios Nominado—Primetime Emmy Award for Outstanding Guest Actor in a Drama Series (2010, 2012, 2014) |
| 2010    | House                          | Dr. Dave Broda                      | Episodio: "A Pox on Our House 7x07"                                                                        |
| 2010–11 | Burn Notice                    | Raines                              | 2 episodios                                                                                                |
| 2011    | Damages                        | Jerry Boorman                       | 10 episodios Nominado—Critics' Choice Television Award for Best Guest Performer in a Drama Series          |
| 2012    | White Collar                   | Andy Woods                          | Episodio: "Upper West Side Story"                                                                          |
| 2012    | Political Animals              | Fred Collier                        | 5 episodes                                                                                                 |
| 2012–13 | Smash                          | Roger Cartwright                    | 3 episodios                                                                                                |
| 2013    | Zero Hour                      | FBI Chief Terrence Fisk             | 3 episodios                                                                                                |
| 2013–14 | Chicago Fire                   | Dr. David Arata                     | 2 episodios                                                                                                |
| 2014    | Chicago P.D.                   | Dr. David Arata                     | Episodios: "8:30 PM"                                                                                       |
| 2015    | The Mentalist                  | Bill Peterson                       | 2 episodios                                                                                                |
| 2016    | The Americans                  | William Crandall                    | 8 episodios                                                                                                |
| 2016    | Confirmation                   | Orrin Hatch                         | Película de televisión                                                                                     |
| 2016–18 | Blindspot                      | FBI Director Pellington             | 5 episodios                                                                                                |
| 2017–18 | The Good Fight                 | Colin Sweeney                       | 2 episodios                                                                                                |
| 2017    | I'm Dying Up Here              | Johnny Carson                       | 3 episodios                                                                                                |
| 2017    | Difficult People               | Tourist                             | Episodios: "Criminal Minds"                                                                                |
| 2017    | Little Women                   | Robert March                        | 3 episodios                                                                                                |
| 2018    | Homeland                       | Senator Sam Paley                   | 8 episodios                                                                                                |
| 2020    | Hunters                        | Biff Simpson                        | 10 episodios                                                                                               |